# Le Bourg-d'Oisans
Le Bourg-d'Oisans là một xã thuộc tỉnh Isère, vùng Rhône-Alpes đông nam nước Pháp. Xã này nằm ở khu vực có độ cao trung bình 720 mét trên mực nước biển.
Thị trấn nằm trong vùng Oisans của Alps Pháp. Le Bourg-d'Oisans nằm trong thung lũng sông Romanche, trên tuyến đường bộ từ Grenoble đến Briançon, phía nam của Col de la Croix de Fer. Xã này nằm trên tuyến Tour de France.